# Guatemalas damlandslag i fotboll
Guatemalas damlandslag i fotboll representerar Guatemala i fotboll på damsidan. Dess förbund är Federación Nacional de Fútbol de Guatemala. De har spelat CONCACAF Gold Cup fyra gånger, och har som bäst hamnat på en 4:e-plats 1998.